# Фонд Роберта Вуда Джонсона
Фонд Роберта Вуда Джонсона (англ. Robert Wood Johnson Foundation, RWJF) — американский благотворительный фонд. Основанный в Принстоне, штат Нью-Джерси, фонд занимается организацией здравоохранения, социальной гигиеной, обучением населения.
Фонд участвовал в разработке системы экстренной помощи 911, создавал программы по сокращению употребления табака среди американцев, снижению уровня нежелательной подростковой беременности и улучшению восприятия хосписной помощи.
В 2015 году фонд был пятым по величине в США по инвестиционным активам. По состоянию на 2020 год стоимость его пожертвований составляла 13 миллиардов долларов.

## История
Фонд Роберта Вуда Джонсона изначально был основан как Фонд Джонсона-Нью-Брансуика в декабре 1936 года. В попечительский совет фонда входили Роберт Вуд Джонсон II, Джон Сьюард Джонсон II и другие. В 1952 году он был переименован в Фонд Роберта Вуда Джонсона. В 1972 году фонд стал национальной благотворительной организацией. Стоимость акций составляла более 1 миллиарда долларов США, что делало его вторым по величине частным фондом в то время.

### 1972—1985 гг.
Сначала фонд работал над улучшением доступа к медицинскому обслуживанию, уделяя особое внимание малоимущим. Была создана программа грантов на сумму 15 миллионов долларов для развития системы службы экстренной помощи в Соединенных Штатах. Национальная академия наук США осуществляла надзор за использованием средств. В конечном итоге деньги были распределены между 44 получателями грантов в размере от 350 000 до 400 000 долларов США. В рамках программ финансировались основные аспекты оказания неотложной медицинской помощи, в том числе: доступ к технологиям, например, оснащение машин скорой помощи радиоприемниками; обучение водителей и диспетчеров скорой помощи; разработка системы экстренной помощи 911.
В 1985 году фонд с партнерами запустили новую программу по улучшению доступа к медицинскому обслуживанию бездомных американцев. Конгресс США поддержал программу фонда, приняв Закон МакКинни-Венто о помощи бездомным.

### 1986—2001 гг.
Начиная с 1986 года, фонд сосредоточился на финансировании программ лечения ВИЧ/СПИДа.
С 1990 года фонд начал борьбу со злоупотреблением психоактивных веществ. В период с 1991 по 2003 год фонд потратил около 408 миллионов долларов на различные программы связанные с табаком, включая кампании по повышению осведомленности о прекращении курения и негативных последствиях употребления табака. В 1993 году фонд запустил программу «США без дыма», к 2007 году эту программу приняли в 31 штате и округе Колумбия. Помимо злоупотребления психоактивными веществами, фонд также финансировал исследования по паллиативной помощи и работал с исследователями над разработкой модели лечения хронических заболеваний. Фонд также работал над снижением количества незастрахованных детей в США.

### 2002—2017 гг.
В начале 2000-х годов фонд начал приделять первоочередное внимание детскому ожирению. Фонд также продолжил работу над программами по уходу за пожилыми людьми.
В 2010 году Фонд Роберта Вуда Джонсона в партнерстве с Институтом здоровья населения Висконсинского университета запустил программу рейтинга здоровья округов, которая рассчитывает и сравнивает состояние здоровья каждого округа по всей стране. Округа оцениваются по различным медицинским и социальным факторам, которые включают более 30 показателей, таких как ожирение, употребление табака, психическое здоровье, уровень занятости и бедности, а также доступ к здоровой пище.
В 2014 году фонд объявил о изменении своего подхода к вопросам здравоохранения. Внимание уделялось социологическим исследованиям. Так, исследование 2018 года доказало, что убийства полицией безоружных чернокожих американцев повлияли на состояние психического здоровья чернокожих американцев. Также были проведены опросы общественного мнения по таким темам: бремя стресса в Америке (2014 г.), образование и здоровье в школах (2013 г.), доверие к общественному здравоохранению (2021 г.), неравенство доходов (2020 г.). и опыт во время пандемии (2021 г.).

### 2018 — настоящее время
С конца 2018 года году фонд работал над разработкой концепции «Культура здоровья для бизнеса». Компаниям было предложено 16 передовых практик для оценки политики в области здравоохранения, начиная от экологических и заканчивая социальными и управленческими вопросами. Во время пандемии COVID-19 фонд исследовал финансовые, образовательные и медицинские последствия пандемии. Фонд Роберта Вуда Джонсона в партнерстве с Фондом Форда создал Президентский совет по интеграции инвалидов в благотворительную деятельность.

## Руководство
Первым президентом фонда был Дэвид Э. Роджерс, который работал с 1972 по 1987 год. Лейтон Э. Клафф был президентом фонда с 1986 по февраль 1990 года, его сменил Стивен А. Шредер. Риса Лавиццо-Мурей была первой женщиной и афроамериканкой, которая возглавляла фонд в период с 2002 по 2017 год. Ее сменил Ричард Э. Бессер в апреле 2017 года.